# Кхамти (народ)
Кхамти (Khamti, также пишется как Hkamti бирманцами и как Khampti ассамцами) (тайск. ชาวไทคำตี่, Chao Tai Kam Dtee) (бирм. ခန္တီးရှမ်းလူမျိုး, Hkamti Shan) (Shan language: တႆး ၶမ်းတီႈ [tai˥˩]) (Khamti: တဲး ၵံးတီႈ)(ассам. খাম্পতি) — народ на северо-востоке Индии (на востоке союзной территории Аруначал-Прадеш). В 1990 году их численность оценивалось примерно в 70 000 человек, однако в 2000 году, после переписи населения было выявлено, что численность кхамти 13 100 человек, из которых примерно 4 000 проживают на северо-западе Бирмы. По последней переписи население составляло 24 тыс. человек. Народ говорит на языке кхамти тайской семьи. Письменность на основе бирманского алфавита, как разновидность шанского письма. Верующие кхамти — буддисты.

## Общество
Общество кхамти разделено на классы, каждый из которых определяет положение в системе иерархии. Руководители и священнослужители занимают самое высокое положение в обществе и имеют влияние на все остальные классы общества. Кхамти расселены в 7 деревнях, расположенных в основном у рек. Традиционные дома напоминают бирманские: на сваях, со стенами из полос бамбука и четырёхскатными крышами из травы и сухих листьев. Крыши построены настолько низко, что стены остаются скрытыми. Вход в дом через террасу к которой ведет лестница. Деревней управляет совет старейшин, который выбирает старосту. Сохраняются патрилинейные роды — куры. Семья моногамная, встречаются неразделённые семьи. Распространён кросскузенный брак. Сыновья делят наследство от отца поровну.

## История
Кхамти, населяющие район бассейна Тенгапани, являются потомками мигрантов, приехавших из области Бор-Кхамти в XVIII веке. Вместе с волной народов таи кхамти появились на территории Бирмы и северо-востоке Индии на рубеже нашей эры. В район современного обитания мигрировали в конце XVIII века.

## Культура

### Земледелие
Основное занятие — поливное пашенное земледелие (рис, картофель, горчица, джут, овощи). Для опашки земли они используют плуг, запряженный волом или слоном. Разводят буйволов и домашнюю птицу. Занимаются так же рыбной ловлей, иногда охотой. Рис, рыба и овощи — основная пища кхамти. Народный напиток — рисовое пиво. Промысел — ловля и приручение диких слонов для продажи.

### Ремёсла
Традиционные ремёсла — плетение, ткачество, плотницкое и кузнечное дела, резьба по дереву и слоновой кости, работа по серебру. Кхамти известны своим мастерством, особенно производством холодного оружия. Их оружие обладает высоким уровнем, как они говорят, за счёт ручки из слоновой кости. Кхамти славятся производством бамбуковых шипов, копий, лук и стрел, мечей и щитов, которые делаются в основном из шкур носорога или буйвола. У них есть также и огнестрельное оружие, типа кремнёвого мушкета или револьвера. Меч носят на поясе, в таком положении, чтоб его было удобно вынуть правой рукой из ножен при необходимости. Торговый обмен с соседними народами и равнинными ассамцами хорошо развит.

### Традиционная одежда
Одежда бирманского типа: у мужчин — лонджи и просторная хлопчатобумажная рубаха с длинными рукавами, у женщин платья состоят из кофты и тёмной длинной юбки, сделанной из хлопка или шелка, и цветного шелкового шарфа. Женщины носят серебряные и золотые украшения, цветные бусы из ярко-красного янтаря, бисера, жемчуга и кораллов. Мужчины Кхамти обычно татуируют свои тела. Они завязывают волосы в большой узел, который поддерживается белым тюрбаном.

## Религия
Тая-Кхамти строгие приверженцы буддийской школы Тхеравада. В каждом доме есть молитвенная комната, где они утром и вечером совершают молитву с подношением Будде цветов и еды. Кхамти очень миролюбивы.
Шанкен — главный фестиваль Кхамти. Он проходит 14 апреля в честь празднования Нового года. Этот фестиваль празднуется с блеском и великолепием, во время его проведения люди, независимо от их племени, культуры, класса и пола, участвуют в ритуалах празднований. Основной ритуал — разбрызгивание воды, которая является символом мира и чистоты. Процессия сопровождается музыкой под барабаны, танцами и развлечениями. Фестиваль длится три дня подряд. Во время празднований люди делают домашние сладости и угощают ими друг друга, либо дарят друг другу подарки. Кхамти проводят многочисленные праздники и церемонии, в основном связанные с эпизодами жизни Будды.